# Lille Métropole Athlétisme
Le Lille Métropole Athlétisme (LMA) est un club d'athlétisme lillois qui résulte de la fusion, en septembre 2006, de l’ASPTT Lille de l’US Tourcoing et depuis 2018 le LUC athlétisme. Il est sponsorisé par Lille Métropole et compte près de 1200 licenciés, parmi lesquels quelques grands noms, ainsi que 60 entraîneurs. Il est l'un des clubs les plus importants de la région Hauts-de-France et fait partie des meilleurs clubs français. L'actuel président est Alain Lignier.

## Infrastructures

Ancien logo du club.

Le Lille Métropole Athlétisme possède de nombreuses infrastructures:

### Stades

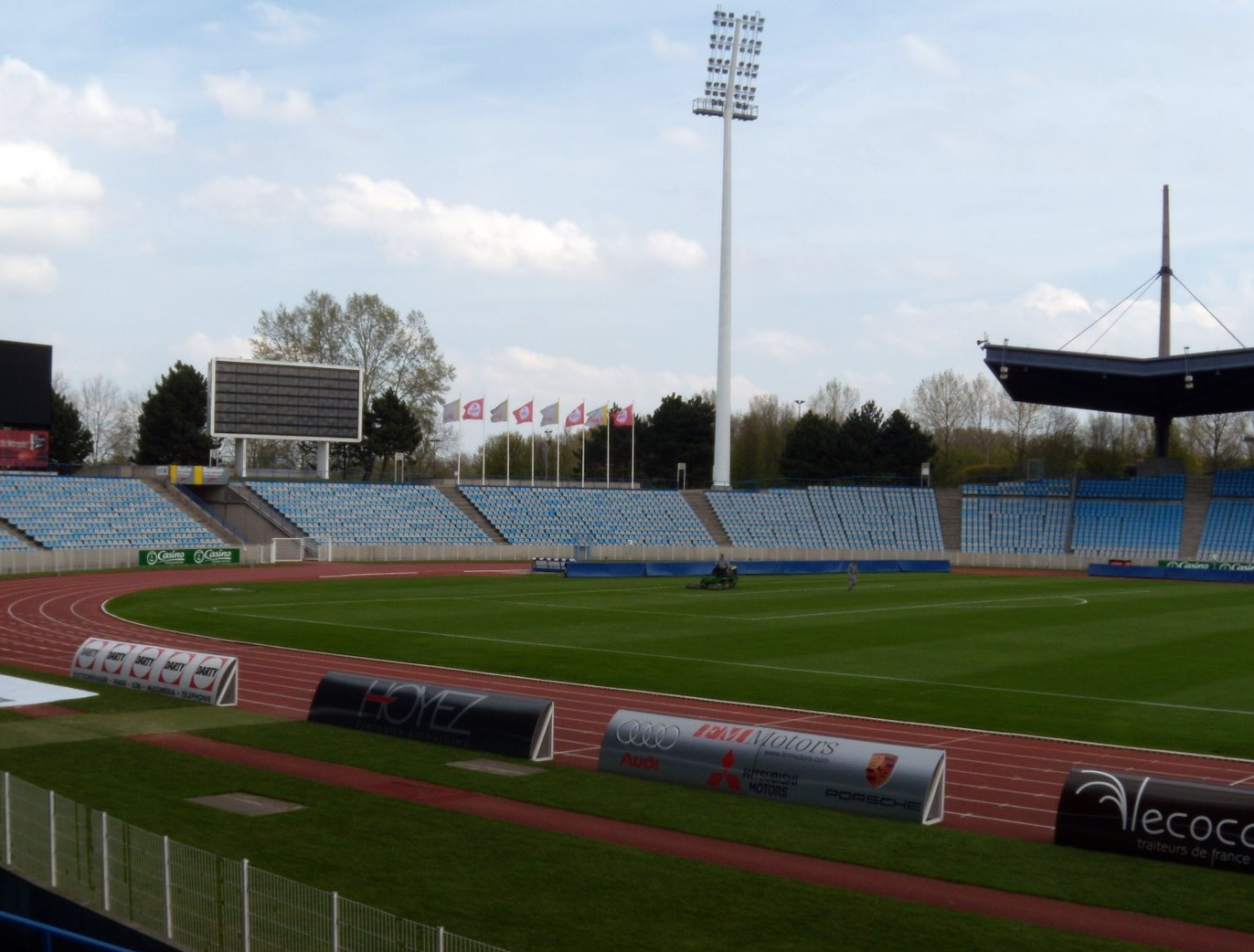
Le Stadium Lille Métropole

Le club possède 3 stades en plein air et un stade couvert. Le plus connu est le stade Stadium Lille Métropole qui a notamment accueilli de nombreux meetings d'athlétisme ou des Championnats de France interclubs d'athlétisme. Il possède aussi les stades d'entraînement des sections de Tourcoing et Lille, respectivement le  Stade Van de Veegaete à Tourcoing et complexe Léo Lagrange ainsi que la Salle Jean Bouin à Lille.

## Athlètes

### Internationaux
- Wilfried Happio
- Pierre-Ambroise Bosse
- Jimmy Vicaut
- Cyréna Samba-Mayela
- Wilhem Belocian
- Floriane Gnafoua
- Dimitri Jozwicki
- David Sombé
- Simon Gore
- Alix Dehaynain
- Stanley Joseph

### Anciens internationaux
- Patrick Mocci-Raoumbe
- Mehdi Baala
- Justin Ayassou Kouami
- Maria Martins
- Carima Louami
- Kafétien Gomis
- Vanessa Boslak
- Martial Mbandjock
- Irba Lakhal

## Palmarès
| Année | 2007 | 2008 | 2009 | 2010 | 2011 | 2012 | 2013 | 2014 | 2015 | 2016 | 2017 | 2018 | 2019 |
| Place | 2e   | 2e   | 3e   | 4e   | 3e   | ?    | 3e   | 3e   | 3e   | 4e   | 3e   | 3e   | 5e   |